# Jan Breytenbach
Jan Dirk Breytenbach (* 14. Juli 1932; † 16. Juni 2024 in George, Südafrika) war ein südafrikanischer Offizier und Autor militärischer Sachbücher. Er gilt als Mitbegründer der Spezialeinheiten des Landes.

## Biografie
Breytenbach war der ältere Bruder des Schriftstellers, Malers und Apartheid-Gegners Breyten Breytenbach. Jan Breytenbach wuchs in einer gut situierten Burenfamilie in Bonnievale auf. In den frühen 1950er Jahren diente er in der Panzertruppe der Union Defence Force. 1955 trat er den britischen Marinefliegern bei, für die er 1956 als Navigator an Luftlandeunternehmen im Rahmen der Sueskrise teilnahm. 1961 kehrte er als Fallschirmjäger in die südafrikanische Armee zurück.
Nachdem 1967 eine Einheit des Rhodesian Special Air Service (SAS) einen Aufstand in Rhodesien vereitelt hatte, überzeugte Jan Breytenbach den Kommandeur der südafrikanischen Armee, Willem Louw, von der Aufstellung eines südafrikanischen Pendants. Breytenbach wurde mit elf weiteren südafrikanischen Soldaten nach Rhodesien geschickt, wo sie ein sechsmonatiges Training beim SAS absolvierten. Darauf versuchte er die Rebellen in Biafra-Krieg zu unterstützen, was aber misslang.
1972 wurde Breytenbach zum ersten Befehlshaber des 1. Reconnaissance Commando der südafrikanischen Armee berufen, das nach dem Vorbild des britischen Special Air Service (SAS) aufgestellt und ausgebildet wurde. 1974 übernahm er einen Posten im Hauptquartier der Armee in Pretoria, wo er aber unzufrieden war. Und so wurde er damit beauftragt einige Anhänger der unterlegenen Frente National de Libertaçao de Angola (FNLA) um Holden Roberto zu trainieren. Mit diesen unternahm er ab dem 14. Oktober 1975 einen 33-Tage dauernden Vorstoß entlang der angolanischen Küste.
1975 stellte Breytenbach das 32-Bataljon auf, die erste südafrikanische Kampfeinheit, die aus schwarzen Mannschaften und zum Teil auch Unteroffizieren bestand. Er führte diese Einheit in der Anfangsphase des Bürgerkriegs in Angola. Mit Verdeckten Operationen, Guerilla- und konventionellen Operationen war das 32-Bataljon die am stärksten auf diesem Kriegsschauplatz eingebundene Einheit. 1978 kommandierte Breytenbach die 44. Fallschirmbrigade bei einem groß angelegten Luftlandeangriff auf die von der SWAPO gehaltene Stadt Cassinga. Später führte er die Guerilla-Schule der südafrikanischen Armee.
1987 wurde Breytenbach im Rang eines Obersten vorzeitig pensioniert. Danach verfasste er mehrere Bücher zu militärischen Themen.
Am 16. Juni 2024 starb Breytenbach im Alter von 91 Jahren in George.

## Publikationen
- Forged in battle. Saayman & Weber, Cape Town 1986, ISBN 0-7971-0025-3.
- They live by the sword. Lemur Books, Alberton 1990, ISBN 0-620-14870-5.
- Eden’s exiles, one soldier’s fight for paradise. Queillerie, Cape Town 1997, ISBN 1-874901-24-4.
- The plunderers. Covos Day, Johannesburg 2001, ISBN 1-919874-01-1.
- The Buffalo Soldiers, the story of South Africa’s 32-Battalion, 1975–1993. Galago, Alberton 2002, ISBN 1-919854-07-X.
- Eagle Strike: The Story of the controversial airborne assault on Cassinga, 04 May 1978. Manie Grove Publishing, Sandton 2008, ISBN 0-620-40614-3.